# 袁國臣
袁國臣（1536年—？），字惟鄰，號欽吾，湖廣承天府潛江縣人，民籍，明朝政治人物。

## 生平
嘉靖三十七年（1558年）戊午科湖廣鄉試第五十八名舉人。隆慶五年（1571年）中式辛未科會試第二百二十八名，三甲第二百九十九名進士。吏部觀政，授行人，丁憂歸。萬曆六年（1578年）复除原职，十年六月选授吏科給事中，十一年养病，十三年六月复除本科，十五年二月升刑科右，四月升禮科左，十六年二月升江西副使，管徽宁兵备道，十九年七月升山东右参政，二十年调簡。

## 家族
曾祖袁寅；祖父袁應麒；父袁紀，母李氏。具庆下。